# Carlo Andrea Rana
Carlo Andrea Rana noto anche come Carlo Amedeo (Susa, 6 novembre 1715 – Susa, 10 dicembre 1804) è stato un architetto, matematico e topografo italiano.

## Biografia
Fu un architetto civile e militare che operò soprattutto in Piemonte, tant'è che venne nominato Architetto Regio dalla casa regnante del Regno di Sardegna, appunto i Savoia.
Tra le opere civili vanno ricordate la Chiesa dei Santi Michele e Solutore a Strambino, ispirandosi al barocco di Bernardo Antonio Vittone, la parrocchiale di San Bononio a Settimo Rottaro e la Chiesa di Santa Maria delle Grazie a Susa.

## Pubblicazioni
- Dell'architettura militare per le Regie Scuole (1756/59)
- L'alfabeto in prospettiva (1760/70)